# Prosper de la Barrière
Prosper de la Barrière (Toulon, 1792 — Perpignan, 1844) est un lithographe et imprimeur français.
Il a été actif à Tournai, en Belgique, et à Perpignan, en France, où il a ouvert des imprimeries lithographiques et publié des ouvrages mettant en valeur le patrimoine local.

## Biographie

### Jeunesse
Auguste-Prosper-André Basterot de La Barrière naît à Toulon le 13 mai 1792. Il est le fils de François Gabriel Basterot de La Barrière (1762-1793), un officier de marine condamné à mort et exécuté pendant la Révolution française. Sous l'Ancien régime, sa famille appartenait à la petite noblesse de la région bordelaise[réf. nécessaire].
On sait peu de choses sur sa jeunesse et son éducation. Il semble qu'il ait suivi une formation d'architecte. Il a probablement aussi servi pendant un certain temps comme capitaine dans l'armée impériale.

### Tournai, en Belgique

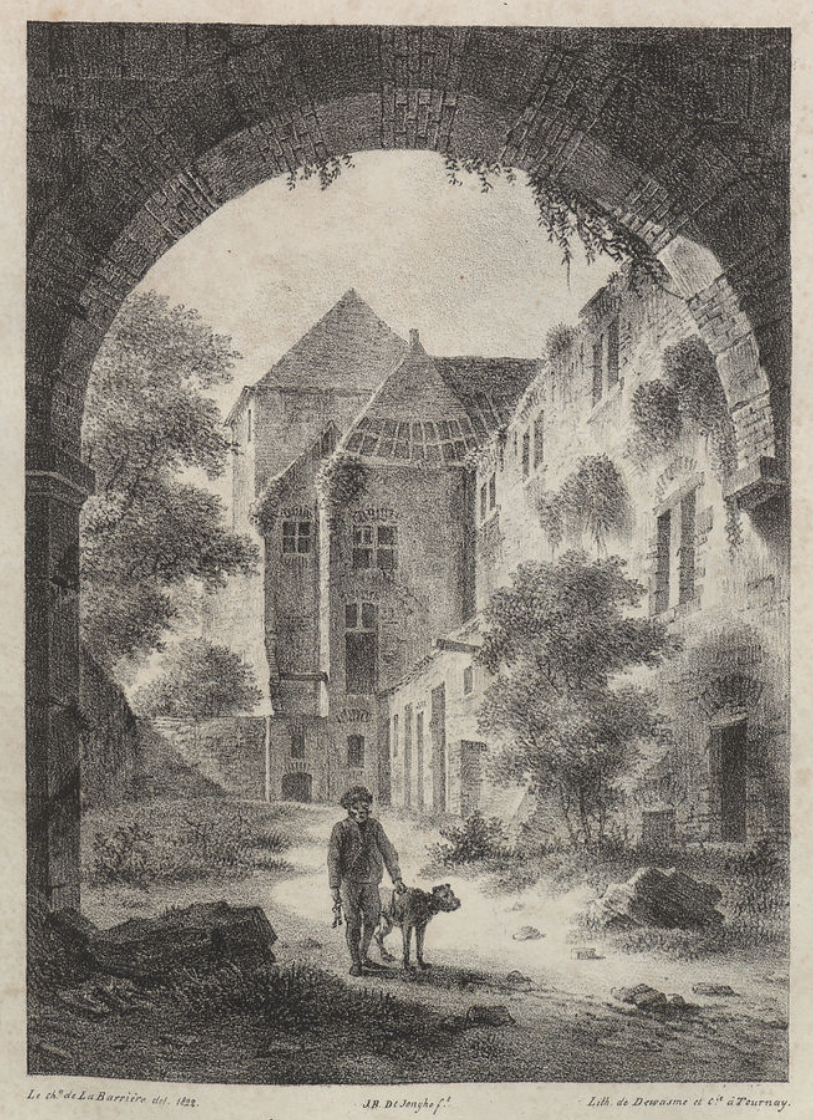
Monastère des Carmélites, Tournai, dans Collection historique des principales vues des Pays-Bas (lithographie exécutée en 1822, publiée en 1823).

Au début des années 1820, il s'installe provisoirement à Tournai, en Belgique, où il a pour élève Louis Haghe. Dans cette ville, il rencontre également sa future épouse.
En janvier 1822, Barrière est, avec Antoine Dewasme-Plétinckx (d), le cofondateur de l'imprimerie lithographique et de la maison d'édition Dewasme & Cie à Tournai,, l'un des premiers ateliers lithographiques des Pays-Bas méridionaux. À l'été 1822, il fait un voyage à Paris pour visiter les différents ateliers lithographiques, qu'il met à profit dans son atelier.
À Tournai, il publie Suites des Principes de Paysages Dessinés, 1er cahier en 1822, puis Collection historique des principales vues des Pays-Bas, entre mars 1823 et juillet 1824. Ce dernier est publié en douze volumes, dont le premier exclusivement en français, tandis que les suivants sont bilingues français-néerlandais. Chaque volume contient huit plaques, soit un total de 96. Toutes sortes de monuments et de sites en Belgique sont représentés : édifices fortifiés ou religieux, maisons particulières ou paysages urbains, ruines, etc. La composition est soignée, avec souvent un fort effet de clair-obscur : certaines estampes annoncent l'ère romantique. Elles sont dessinées par divers artistes avant d'être transposées en lithographie par Prosper de la Barrière ou un autre graveur comme Louis Haghe, tandis que les textes explicatifs sont imprimés par Josué Casterman.

### Perpignan, en France
En 1824, il s'installe à Perpignan pour devenir le directeur de l'Académie des beaux-arts locale. En 1825, il est également nommé architecte départemental des Pyrénées-Orientales pendant la Restauration et la Monarchie de Juillet,, poste qu'il cumule avec celui de directeur de l'académie. En 1826, avec la lithographe Camille Aubry, il fonde à Perpignan la première imprimerie lithographique sous licence officielle[réf. nécessaire].
À Perpignan, Prosper de la Barrière met en valeur le patrimoine local avec Voyage pittoresque dans le département des Pyrénées-Orientales (Chapé, 1824-1825) et Voyage aux ermitages des Pyrénées-Orientales (Aubry, 1829), dont ce dernier contient 20 lithographies.
Prosper de la Barrière meurt à Perpignan le 14 septembre 1844,.

## Œuvre

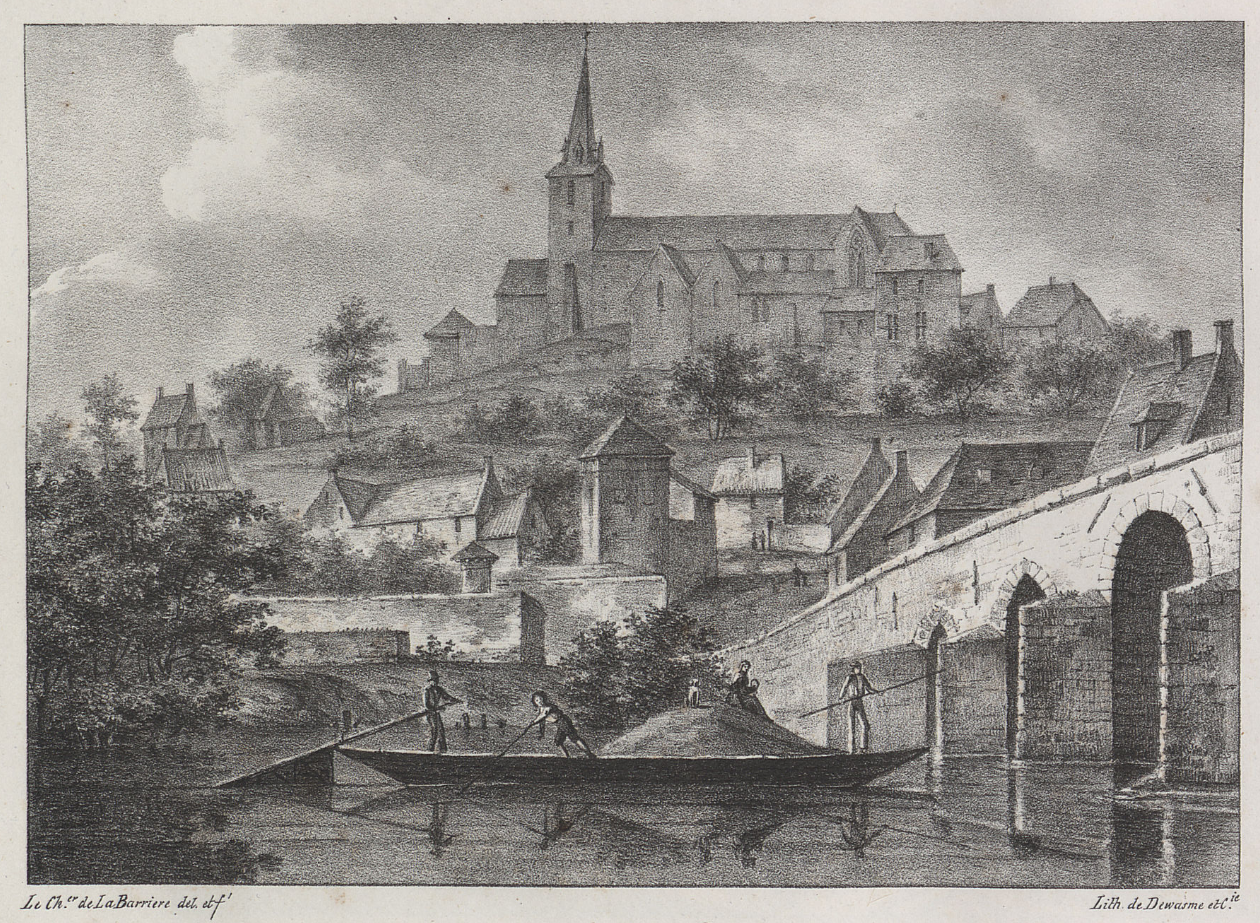
Vue de Lobbes, tirée de Collection des principales vues des Pays-Bas.

- Suites des Principes de Paysages Dessinés, 1er cahier, Tournai, Dewasme & Cie, 1822.
- Collection historique des principales vues des Pays-Bas, Tournai, Dewasme & Cie, 1823-24.
- Voyage pittoresque dans le département des Pyrénées-Orientales, Perpignan, Chapé, 1824-25.
- Voyage aux ermitages des Pyrénées-Orientales, Perpignan, Aubry, 1829.

### Iconographie
Un portrait de Prosper de la Barrière est conservé aux Archives départementales des Pyrénées-Orientales.